# Arkas Spor Kulübü 2017-2018 (pallavolo maschile)
Questa voce raccoglie le informazioni riguardanti l'Arkas Spor Kulübü nelle competizioni ufficiali della stagione 2017-2018.

## Organigramma societario
Area direttiva
- Presidente: Lucien Arkas

Area tecnica
- Allenatore: Glenn Hoag
- Allenatore in seconda: Fazıl Demirci
- Assistente allenatore: Tilen Kozamernik
- Scoutman: Murat Haktanır

## Rosa
| N° | Nome             | Ruolo | Data di nascita  | Nazionalità sportiva |
| -- | ---------------- | ----- | ---------------- | -------------------- |
| 1  | Christian Fromm  | S     | 15 agosto 1990   | Germania             |
| 2  | Muzaffer Yönet   | P     | 18 giugno 1997   | Turchia              |
| 3  | Nikola Jovović   | P     | 13 febbraio 1992 | Serbia               |
| 5  | Marko Matić      | C     | 22 maggio 1995   | Turchia              |
| 7  | Osman Durmaz     | C     | 9 settembre 1996 | Turchia              |
| 8  | Gökhan Gökgöz    | S     | 6 gennaio 1993   | Turchia              |
| 9  | Michael Sánchez  | O     | 5 giugno 1986    | Russia               |
| 10 | Mustafa Koç      | C     | 23 febbraio 1992 | Turchia              |
| 11 | Yiğit Gülmezoğlu | S     | 28 dicembre 1995 | Turchia              |
| 12 | Adis Lagumdžija  | O     | 19 marzo 1999    | Turchia              |
| 13 | João Paulo Bravo | S     | 7 gennaio 1979   | Brasile              |
| 14 | Hasan Sıkar      | C     | 18 maggio 1991   | Turchia              |
| 15 | Caner Ergül      | L     | 31 luglio 1994   | Turchia              |
| 16 | Burak Mert       | L     | 23 ottobre 1990  | Turchia              |
| 18 | Muhammet Kaya    | P     | 7 febbraio 1995  | Turchia              |
| 20 | Mustafa Cengiz   | C     | 29 maggio 1998   | Turchia              |

## Statistiche

### Statistiche di squadra
| Competizione     | Punti | In casa | In casa | In casa | In trasferta | In trasferta | In trasferta | Totale | Totale | Totale |
| Competizione     | Punti | G       | V       | P       | G            | V            | P            | G      | V      | P      |
| ---------------- | ----- | ------- | ------- | ------- | ------------ | ------------ | ------------ | ------ | ------ | ------ |
| Efeler Ligi      | 49,4  | 16      | 12      | 4       | 15           | 8            | 7            | 31     | 20     | 11     |
| Coppa di Turchia | -     | 0       | 0       | 0       | 0            | 0            | 0            | 1      | 0      | 1      |
| Champions League | 1     | 3       | 0       | 3       | 3            | 0            | 3            | 6      | 0      | 6      |
| Totale           | -     | 19      | 12      | 7       | 18           | 8            | 10           | 38     | 20     | 18     |

G = partite giocate; V = partite vinte; P = partite perse

### Statistiche dei giocatori
| Giocatore     | Efeler Ligi | Efeler Ligi | Efeler Ligi | Efeler Ligi | Efeler Ligi | Coppa di Turchia | Coppa di Turchia | Coppa di Turchia | Coppa di Turchia | Coppa di Turchia | Champions League | Champions League | Champions League | Champions League | Champions League | Totale | Totale | Totale | Totale | Totale |
| Giocatore     | P           | PT          | AV          | MV          | BV          | P                | PT               | AV               | MV               | BV               | P                | PT               | AV               | MV               | BV               | P      | PT     | AV     | MV     | BV     |
| ------------- | ----------- | ----------- | ----------- | ----------- | ----------- | ---------------- | ---------------- | ---------------- | ---------------- | ---------------- | ---------------- | ---------------- | ---------------- | ---------------- | ---------------- | ------ | ------ | ------ | ------ | ------ |
| J.P. Bravo    | 25          | 184         | 157         | 19          | 8           | 1                | 0                | 0                | 0                | 0                | 4                | 9                | 8                | 1                | 0                | 30     | 193    | 165    | 20     | 8      |
| M. Cengiz     | 1           | 0           | 0           | 0           | 0           | -                | -                | -                | -                | -                | -                | -                | -                | -                | -                | 1      | 0      | 0      | 0      | 0      |
| O. Durmaz     | 19          | 68          | 43          | 15          | 10          | 1                | 0                | 0                | 0                | 0                | 3                | 2                | 1                | 0                | 1                | 23     | 70     | 44     | 15     | 11     |
| C. Ergül      | 6           | 0           | 0           | 0           | 0           | -                | -                | -                | -                | -                | 1                | 0                | 0                | 0                | 0                | 7      | 0      | 0      | 0      | 0      |
| C. Fromm      | 24          | 246         | 201         | 26          | 19          | 1                | 15               | 13               | 0                | 2                | 5                | 38               | 35               | 1                | 2                | 30     | 299    | 249    | 27     | 23     |
| G. Gökgöz     | 28          | 304         | 248         | 34          | 22          | 1                | 8                | 6                | 2                | 0                | 6                | 63               | 52               | 7                | 4                | 35     | 375    | 306    | 43     | 26     |
| Y. Gülmezoğlu | 21          | 63          | 51          | 10          | 2           | 1                | 3                | 2                | 0                | 1                | 4                | 15               | 15               | 0                | 0                | 26     | 81     | 68     | 10     | 3      |
| N. Jovović    | 28          | 46          | 12          | 24          | 10          | 1                | 2                | 1                | 1                | 0                | 5                | 6                | 1                | 4                | 1                | 34     | 54     | 14     | 29     | 11     |
| M. Kaya       | 26          | 18          | 1           | 6           | 11          | 1                | 0                | 0                | 0                | 0                | 5                | 2                | 0                | 2                | 0                | 32     | 20     | 1      | 8      | 11     |
| M. Koç        | 27          | 230         | 156         | 67          | 7           | 1                | 9                | 8                | 1                | 0                | 6                | 31               | 21               | 7                | 3                | 34     | 270    | 185    | 75     | 10     |
| A. Lagumdžija | 27          | 284         | 218         | 37          | 29          | 1                | 1                | 0                | 1                | 0                | 6                | 23               | 20               | 2                | 1                | 34     | 308    | 238    | 40     | 30     |
| M. Matić      | 26          | 234         | 145         | 66          | 23          | 1                | 11               | 10               | 1                | 0                | 5                | 32               | 20               | 9                | 3                | 32     | 277    | 175    | 76     | 26     |
| B. Mert       | 31          | 0           | 0           | 0           | 0           | 1                | 0                | 0                | 0                | 0                | 6                | 0                | 0                | 0                | 0                | 38     | 0      | 0      | 0      | 0      |
| M. Sánchez    | 26          | 263         | 218         | 24          | 21          | 1                | 17               | 14               | 2                | 1                | 4                | 66               | 57               | 6                | 3                | 31     | 346    | 289    | 32     | 25     |
| H. Sıkar      | 9           | 49          | 31          | 12          | 6           | 0                | 0                | 0                | 0                | 0                | 2                | 4                | 4                | 0                | 0                | 11     | 53     | 35     | 12     | 6      |
| M. Yönet      | 0           | 0           | 0           | 0           | 0           | 1                | 0                | 0                | 0                | 0                | 1                | 0                | 0                | 0                | 0                | 2      | 0      | 0      | 0      | 0      |

P = presenze; PT = punti totali; AV = attacchi vincenti; MV = muri vincenti; BV = battute vincenti